# Nortmoor
Nortmoor ist eine Gemeinde in der Samtgemeinde Jümme im Landkreis Leer in Niedersachsen. Die Gemeinde hat 1806 Einwohner und erstreckt sich auf einer Fläche von 15,34 Quadratkilometern.

## Geographie

### Lage
Die Gemeinde Nortmoor liegt in direkter Nachbarschaft zur Stadt Leer. Durch das Territorium der Gemeinde fließt die Jümme.

### Gemeindegliederung
Neben dem Kernort Nortmoor gehören Brunn, Heide, Plaggenburg, Pillkamp und Terwisch zur Gemeinde.

## Geschichte
Im Gemeindegebiet lässt sich ein frühgeschichtlicher Siedlungsplatz nachweisen. Archäologische Grabungen haben dabei 1995 mehr als zweitausend Keramikscherben aus der römischen Kaiserzeit und daneben auch römisches Glas freigelegt.
Nortmoor wurde im Hochmittelalter verlegt. Ältestes Dokument über Nortmoor ist eine Urkunde aus dem Jahr 1411, in der von Erbstreitigkeiten Focko Ukenas mit Ewinga die Rede ist. Seit 1436 ist nachweisbar, dass sich ein Pfarrer des Vorgängerbaus der heutigen St.-Georg-Kirche niederließ. Die Uppingaburg wird erstmals 1439 als Bawinghesburg erwähnt. Heute steht an ihrer Stelle ein Herrenhaus.
Zwei Vorwerke befanden sich in Nortmoor. Zum einen das Kloster-Vorwerk Terwisch, nahe der Leda gelegen, das zum Kloster Barthe gehörte, zum anderen das innerhalb des Dorfes gelegene landwirtschaftliche Vorwerk, das dem Johanniterkloster in Hasselt unterstellt war.
Die Ortschaft war zunächst in zwei Bauerschaften (Ostende und Westende) aufgeteilt.
Im Jahre 1637 verarmte das Dorf stark und die Zahl der Einwohner wurde durch eine Pestepidemie fast halbiert.

## Politik

### Gemeinderat
Der Rat der Gemeinde Nortmoor besteht aus elf Ratsfrauen und Ratsherren. Dies ist die festgelegte Anzahl für die Mitgliedsgemeinde einer Samtgemeinde mit einer Einwohnerzahl zwischen 1001 und 2000 Einwohnern. Die elf Ratsmitglieder werden durch eine Kommunalwahl für jeweils fünf Jahre gewählt. Die aktuelle Amtszeit begann am 1. November 2021 und endet am 31. Oktober 2026.
Die letzte Kommunalwahl vom 12. September 2021 ergab das folgende Ergebnis:
| Partei                     | Anteilige Stimmen | Anzahl Sitze |
| -------------------------- | ----------------- | ------------ |
| SPD                        | 49,37 %           | 5            |
| CDU                        | 33,05 %           | 4            |
| Freie Demokratische Partei | 4,92 %            | 1            |
| Bündnis 90/Die Grünen      | 12,66 %           | 1            |

Die Wahlbeteiligung bei der Kommunalwahl 2021 lag mit 67,2 % deutlich über dem niedersächsischen Durchschnitt von 57,1 %. Zum Vergleich: Bei der vorherigen Kommunalwahl 2016 lag die Beteiligung mit 66,4 % annähernd auf gleichem Niveau, bei der Wahl vom 11. September 2011 lag die Wahlbeteiligung bei 61,4 %.

### Bürgermeister
Der Gemeinderat wählte im Jahr 2016 das Gemeinderatsmitglied Udo Dänekas (CDU) zum ehrenamtlichen Bürgermeister. Sein Vorgänger war Uwe Fecht (SPD), der sein Amt am 8. November 2011 für eine Legislaturperiode antrat.

### Wappen
Blasonierung: „Geteilt von Silber und Grün; oben ein schräglinkes grünes Stechpalmenblatt, beseitet von je vier grünen Kugeln, unten zwischen zwei silbernen Blättern drei silberne Rohrkolben. Das Stechpalmenblatt ist dem Wappen der einstmals ansässigen Familie von Hoen entnommen.“

## Verkehr
Die Gemeinde ist durch die Bundesstraße 436 im Westen des Gemeindegebietes und die Bundesstraße 72 wenige Kilometer östlich des Gemeindegebietes bei Filsum sowie die A 28 erschlossen. Die Bundesstraßen kreuzen die Autobahn an den Anschlussstellen Leer-Ost (B 436) im Westen und Filsum (B 72) im Osten.
Nortmoor hat einen Bahnhof an der Bahnstrecke Oldenburg–Leer, der aber nicht mehr mit Personenzügen bedient wird.

## Wirtschaft
Im Nordwesten der Gemeinde befindet sich ein Gewerbegebiet unmittelbar an der Autobahn-Anschlussstelle Leer-Ost der A 28. In diesem Gewerbegebiet hat sich unter anderem ein Verteilzentrum der Bünting-Gruppe, eines Handelsunternehmens aus Leer, angesiedelt. Auch die Firma Beerepoot, welche Stalleinrichtungen herstellt und in weite Teile der EU verkauft, hat ihren Hauptsitz in diesem Gewerbegebiet.

## Sport
Der SV Nortmoor e. V. bietet verschiedene Sportarten, unter anderem werden Fußball, Badminton, Tennis, Tischtennis, Volleyball und Gymnastik angeboten. Gegründet wurde der Verein 1959. Die Sportanlage des Vereins umfasst neben dem Vereinsheim eine Sporthalle, vier Fußballplätze, zwei Tennisplätze sowie drei Beachvolleyballfelder.

## Persönlichkeiten
- Manno Peters Tammena (1934–2023), Namenforscher und Autor
- Hermann Kleen (* 1956), Politiker (SPD), 1995–2007 Abgeordneter der Bremischen Bürgerschaft, von 2007 bis 2015 Sprecher des Bremer Senats